# Veli Planatak
Veli Planatak je nenaseljeni otočić u hrvatskom dijelu Jadranskog mora.
Njegova površina iznosi 0,069 km². Dužina obalne crte iznosi 1 km.